# Liste der Biografien/Brup
Liste der Biografien |
Portal Biografien |
Personensuche
# |
A |
B |
C |
D |
E |
F |
G |
H |
I |
J |
K |
L |
M |
N |
O |
P |
Q |
R |
S |
T |
U |
V |
W |
X |
Y |
Z |
?
 
Ba |
Be |
Bd |
Bg |
Bh |
Bi |
Bj |
Bl |
Bm |
Bn |
Bo |
Br |
Bs |
Bu |
Bw |
By |
Bz
 
Bra |
Brc |
Brd |
Bre |
Brg |
Bri |
Brj |
Brk |
Brl |
Brn |
Bro |
Brp–Brt |
Bru |
Brv |
Bry |
Brz
 
Brua |
Brub |
Bruc |
Brud |
Brue |
Bruf |
Brug |
Bruh |
Brui |
Bruj |
Bruk |
Brul |
Brum |
Brun |
Brup |
Brur |
Brus |
Brut |
Bruu |
Bruv |
Bruw |
Brux |
Bruy |
Bruz
Die Liste der Biografien führt alle Personen auf, die in der deutschsprachigen Wikipedia einen Artikel haben. Dieses ist eine Teilliste mit 7 Einträgen von Personen, deren Namen mit den Buchstaben „Brup“ beginnt.

## Brup

### Brupb
- Brupbacher, Fritz (1874–1945), Arzt, libertärer Sozialist
- Brupbacher, Heinrich (1758–1835), Schweizer Kupferstecher
- Brupbacher, Joëlle (1978–2011), Schweizer Höhenbergsteigerin
- Brupbacher, Paulette (1880–1967), Schweizer Ärztin und Sexualreformerin
- Brupbacher, Stefan (* 1967), Schweizer Verbandsdirektor und Politiker (FDP)Stefan Brupbacher (* 1967)

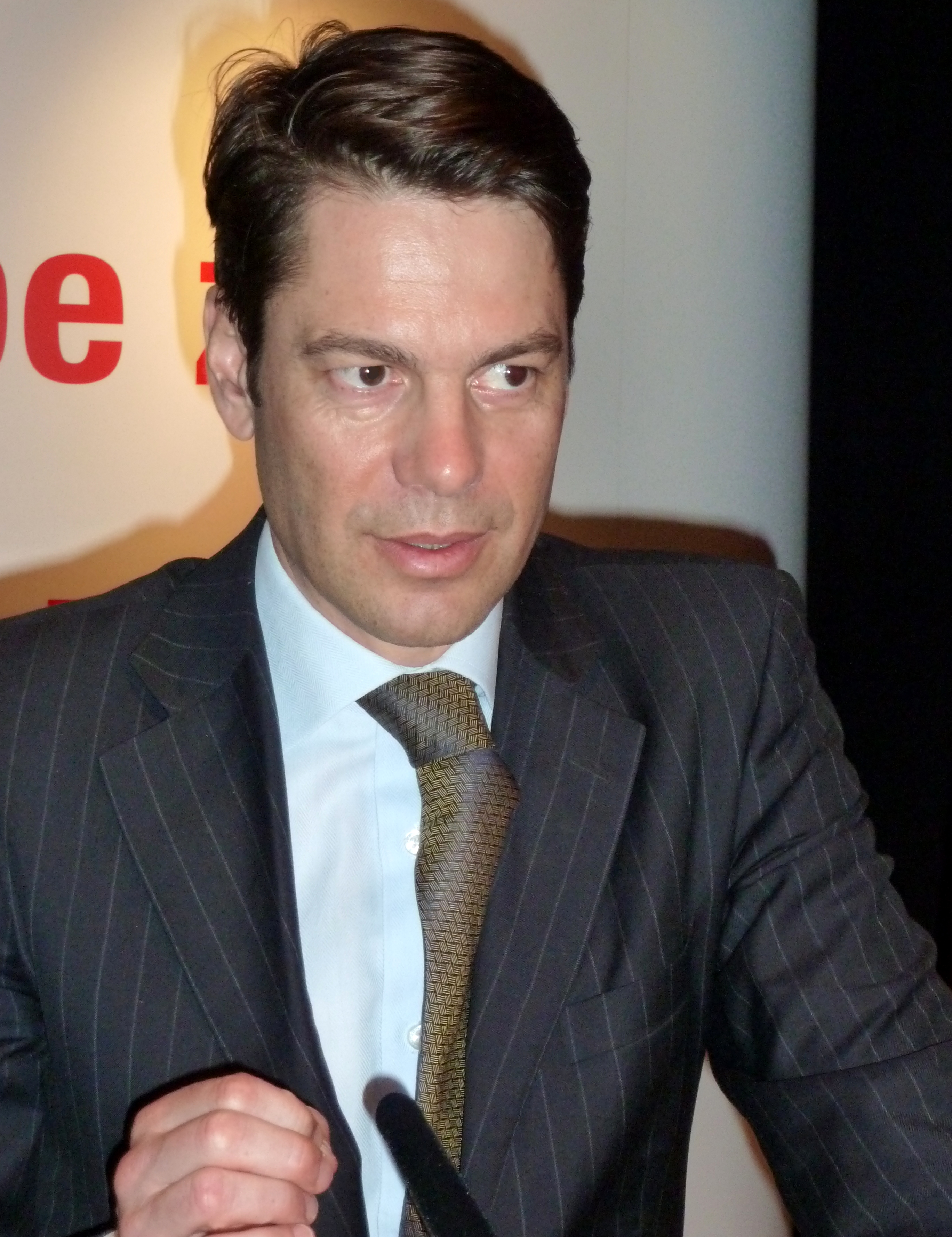
Stefan Brupbacher (* 1967)

### Brupp
- Bruppacher, Heinrich (1845–1906), Schweizer Altphilologe, Germanist und Volkskundler
- Bruppacher, Heinrich (1930–2010), Schweizer Maler, Zeichner und Grafiker